# 시모모토 시로
시모모토 시로(下元 史朗, 1948년 8월 14일 ~ )은 일본의 영화 배우이다. 1980년 영화 아르바이트 제2호로 데뷔하였다.

## 출연작

### 영화
- 1981 당한 여자
- 1983 변태 가족, 형의 새 각시
- 1994 사랑의 신세계
- 2003 반딧불의 별
- 2006 스카우트맨
- 2007 비밀 여행
- 2007 도쿄욕망
- 2008 도쿄 랩소디

### 드라마
- 2011년 《심야식당》 제15화